# You Are Not Alone
„You Are Not Alone“ je drugi singl američkog izvođača Majkla Džeksona sa njegovog devetog studijskog albuma, „HIStory: Past, Present and Future, Book I“. Izdat je u avgustu 1995. godine od strane Epik rekordsa. Ritam i bluz baladu je napisao R. Keli reagujući na teška vremena u svom privatnom životu. Prosledio je kasetu dema Džeksonu koji mu je ponudio da zajednički produciraju pesmu jer mu se jako dopala. Džeksonovo zanimanje za pesmu je bilo povezano sa tadašnjim događajima u njegovom privatnom životu kao što su optužbe za seksualno maltretiranje deteta i venčanje sa Lisom Meri Presli.
Skoro sve reakcije muzičkih kritičara na pesmu su bile pozitivne. „You Are Not Alone“ je bila nominovana Gremijem i Američkom muzičkom nagradom. Njen spot koji prikazuje Džeksona i njegovu ženu, takođe je bio istaknut, naročito zbog scena polunagosti. 
Komercijalno, pesma je bila veoma uspešna. Drži Ginisov rekord kao prva pesma u trideset i sedmogodišnjoj istoriji top-liste „Bilbord hot 100“ koja je debitovala na prvom mestu. Odlikovana je platinastim tiražom u SAD. Godine 2007, njen tekstopisac optužen je i osuđen za plagijarizovanje druge pesme pri pisanju „You Are Not Alone“. Presuda i ishod su priznati samo u Belgiji. Pesma se pozicionirala visoko na svim većim tržištima. „You Are Not Alone“ je poslednji Džeksonov br. 1 hit u Sjedinjenim Državama.

## Pozadina
Godine 1993, odnos između Džeksona i medija se zategao kada je optužen za seksualno zlostavljanje deteta. Iako nije bio optuživan na sudu, mediji su objavljivali mnoge senzacionalne priče na račun pomenutih optužbi. Ulje na vatru je dolila činjenica da je pevač u dogovoru sa porodicom deteta koja ga je tužila, prihvatio da plati određenu sumu novca kako bi se slučaj zatvorio. U jednom intervjuu on je rekao da je to uradio jer bi mu karijera bila uništena i da nije platio, slučaj bi možda trajao i do sedam godina nezavisno od toga da li je nevin. Uz to je jasno govorio da nije kriv, odnosno da nije zlostavljao dete. Uprkos svemu, mediji su ga još više provocirali. U to vreme je reagovao: 
Zabavljač je počeo uzimati lekove za smirenje, valijum, ksanaks i ativan, da bi prebrodio stres zadobijen tokom procesa. Nekoliko meseci kasnije kada su optužbe izašle u javnost, izgubio je oko četiri i po kilograma mase i prestajao je da se hrani. Džeksonovo zdravlje je bilo toliko narušeno da je morao otkazati nastavak svetske turneje albuma „Dangerous“ i otići na lečenje. Sam je rezervisao ceo četvrti sprat klinike u kojoj se lečio. Koristio je valijum IV kako bi se odvikao od lekova za smirenje. Njegov predstavnik za javnost je rekao reporterima da je nedovoljno sposoban da funkcioniše adekvatno na intelektualnom nivou. Dok je bio na klinici. Džekson je koristio terapije u grupi i jedan-na-jedan.
Kasnije, iste godine, Džekson je oženio Lisu Meri Presli, jedinu ćerku Elvisa Preslija. Prvi put su se sreli 1975. za vreme boravka Džeksonove porodice u jednom hotelu, u Las Vegasu da bi ponovno 1993. pomoću zajedničkog prijatelja. Bili su u kontaktu svakog dana preko telefona. Kada su optužbe sa uznemiravanje deteta postale javne, Džekson se vezao za Presli zbog podrške koju mu je pružala. Ona je govorila da ne veruje da je bilo šta loše uradio i da se zaljubljuje u njega. Dodala je da ga želi spasiti i da misli da to može uraditi. Kada je Džekson razgovarao sa njom telefonom jeseni 1993, zaprosio je upitavši je šta bi rekla kad bi je pitao da se uda za njega. Venčali su se u Dominikanskoj Republici u tajnosti. Razveli su se nakon manje od dve godine, ali su ostali prijatelji.

## Produkcija i muzika
„You Are Not Alone“ je ritam i bluz balada koja govori o ljubavi i izolaciji. Pesmu je napisao R. Keli i producirao je sa Džeksonom. Keli je napisao pesmu nakon gubitka bliskih ljudi u svom životu. Bio je ushićen zbog toga što je radio sa svojim idolom objašnjavajući: 
Džekson je kontaktirao Kelija da bi proverio da li ima kakvog raspoloživog materijala. Keli je prosledio kasetu snimka pesme i Džekson se složio da radi sa njim na pesmi. Na kaseti koju je poslao Džeksonu, Keli je otpevao „You Are Not Alone“ oponašajući Džeksonov vokalni stil. Vezano za to, Keli je rekao: „Ja mislim da sam on. Postajem on. Želim da se i on isto tako oseća.“ Džekson je smatrao interpretaciju zabavnom. Poslednju nedelju novembra 1994, potrošili su u studiju radeći na pesmi.
Džekson je rekao da mu se pesma odmah svidela ali da je preslušao dva puta pre nego što je doneo konačnu odluku. Iako je pesmu napisao Keli, Džekson je bio nepokolebljivog mišljenja da bi produkcija trebalo da bude saradnja između njih dvojice. Kaseta koju je dobio nije imala harmoniju i modulacije tako da je Džekson dodao hor i par detalja pri konačnom završetku. Osim ovaj, Keli je pisao i producirao sa Džeksonom još dve pesme: „Cry“ (2001) i „One More Chance“ (2003).

## Kritički prijem
„You Are Not Alone“ je pozitivno ocenjena od strane muzičkih kritičara. Džejms Hanter, iz magazina „Roling stoun“, istakao je da: „Izvanredni aktuelni singl „Scream/Childhood“ i prvoklasna ritam i bluz balada „You Are Not Alone“ povezuju incidente iz Džeksonove ozloglašene bliske prošlosti sa konceptima kao što su predrasude i izolacija.“ Džon Perles, „Njujork tajms“, rekao je da je „You Are Not Alone“ jedina ljubavna pesma sa novog materijala albuma „HIStory: Past, Present and Future, Book I“. Uporedio ju je sa pesmom Maraje Keri „Hero“ i rekao je da zvuči kao vatreni hit. Stiven Tomas Erlevajn, allmusic.com, izrazio je mišljenje da je pesma jedna od najboljih Džeksonovih ikada izdatih nazivajući je zavodljivom. Ritam i bluz kritičar i žurnalista, Nelson Džordž je opisao pesmu zanosnom i mekom.
Pisac i novinar, Rendi Taraboreli, napisao je 2004. godine da je „You Are Not Alone“ jedna od najboljih Majklovih pesama. Fred Šuster je izjavio da je pesma najbolja na albumu. Protivno tome, Stiv Holsi je dao albumu pozitivnu ocenu ali ne i pesmi opisujući je najgorom. Rekao je da je Keli napisao pesmu koja je ispod Džeksonovih stihovnih standarda. Pesma je bila nominovana Američkom muzičkom nagradom i Gremijem za najbolje vokalno pop izvođenje.

## Komercijalni prijem
Komercijalno, „You Are Not Alone“ je jedan od Džeksonovih najprodavanijih singlova. Drži Ginisov rekord kao prva pesma koja je debitovala na prvom mestu top-liste „Bilbord hot 100“. Tokom prve nedelje od izlaska, pesma je prodata u oko 120 hiljada kopija. Kasnije je odlikovana platinastim tiražom za prodaju od oko milion kopija u Sjedinjenim Državama. „You Are Not Alone“ je srušio rekord njegovog prethodnog singla, „Scream/Childhood“, prvog u tridesetsedmogodišnjoj istoriji liste „Bilbord hot 100“ koji je debitovao na petom mestu. Pesma je bila na prvom mestu u Ujedinjenom Kraljevstvu nakon što je debitovala na trećem mestu. Dosegla je prvo mesto i u Valoniji, Francuskoj, Novom Zelandu, Španiji i Švajcarskoj. Osim u Italiji, singl je bio među deset najboljih na svakom većem tržištu.

## Spot
Muzički spot, koji je režirao Vejn Ajšam, snimljen je 2. jula 1995. Počinje sa velikim brojem paparaca koji fotografišu Džeksona. Radnja se zatim premešta na dve lokacije: hrama gde se Džekson pojavljuje gotovo nag sa svojom ženom Lisom Meri Presli i teatra gde on nastupa. Isto tako se pojavljuje sam na drugim mestima poput pustinja i vrhova planina. Neznatno duža verzija, koja se pojavila na pevačevoj kolekciji spotova „HIStory on Film, Volume II“, istaknuta je zbog scena gde se on pojavljuje kao anđeo. Specijalni efekti su upotrebljeni kako bi Džekson imao bela perjasta krila. 
Džekson je prvobitno u jednoj sceni bio kompletno nag ali je kratko pre prikazivanja odluka bila da se upotrebe specijalni efekti da bi se uklonili ili pokrili intimni delovi. Iako je pozitivno ocenio pesmu, Rendi Taraboreli je rekao: „Jedini problem sa pesmom je njen bizarni spot u kom su nestašni Majkl i Lisa Meri polunagi uprkos okolnostima. Polunagost nije imala smisla.“ Docnije Presli je izrazila žaljenje zbog učešća u snimanju ali isto tako je rekla da je „kul“ biti u spotu Majkla Džeksona.

## Plagijarizam
Godine 2007, belgijski sud je doneo odluku da je Keli plagijarizovao pesmu „If We Can Start All Over“ dok je komponovao „You Are Not Alone“. Sud je preneo prava Džeksonovog hita blizancima, Ediju i Deniju Van Paselu. Presuda je samo važeća u Belgiji i puštanje hita je zabranjeno u toj zemlji.

## Komercijalni nastup
| Zemlja (1995)              | Najviša pozicija |
| -------------------------- | ---------------- |
| Australija                 | 7                |
| Austrija                   | 2                |
| Flandrija                  | 3                |
| Valonija                   | 1                |
| Kanada                     | 2                |
| Holandija                  | 6                |
| Finska                     | 10               |
| Francuska                  | 1                |
| Republika Irska            | 1                |
| Italijat                   | 14               |
| Novi Zeland                | 1                |
| Norveška                   | 9                |
| Španija                    | 1                |
| Švedska                    | 2                |
| Švajcarska                 | 1                |
| Ujedinjeno Kraljevstvo     | 1                |
| Sjedinjene Američke Države | 1                |
| Zemlja (2009)              | Najviša pozicija |
| Danska                     | 33               |
| Francuska                  | 19               |
| Novi Zeland                | 1                |
| Švedska                    | 37               |
| Švajcarska                 | 16               |
| Ujedinjeno Kraljevstvo     | 35               |
| SAD: digitalni singlovi    | 17               |

| Godišnji plasman (1995) | Pozicija |
| ----------------------- | -------- |
| SAD: Билборд хот 100    | 21       |

| Država                     | Tiraž      | Prodaja   |
| -------------------------- | ---------- | --------- |
| Austrija                   | Zlatni     | 20,000    |
| Francuska                  | Zlatni     | 250,000   |
| Nemačka                    | Zlatni     | 250,000   |
| Novi Zeland                | Zlatni     | 7,500     |
| Švajcarska                 | Zlatni     | 25,000    |
| Ujedinjeno Kraljevstvo     | Zlatni     | 400,000   |
| Sjedinjene Američke Države | Platinasti | 1,000,000 |

## Sadržaj
| Kanadski i SAD singl -{ 1. „You Are Not Alone“ - 5:48 2. „You Are Not Alone (Radio Edit)“ - 4:54 3. „You Are Not Alone (Franctified Club Mix)“ - 10:40 4. „Scream Louder (Flyte Tyme Remix)“ - 5:30 5. „MJ Megaremix“ - 10:33}- Japanski singl -{ 1. „You Are Not Alone“ - 5:48 2. „You Are Not Alone (Radio Edit)“ - 4:54 3. „You Are Not Alone (Franctified Club Mix)“ - 10:40 4. „You Are Not Alone (R. Kelly Mix)“ - 6:23 5. „You Are Not Alone (Classic Club Mix)“ - 7:40 6. „You Are Not Alone (Jon B. Main Mix)“ - 6:55 7. „You Are Not Alone (Jon B. Padapella Mix)“ 6:55 }- | Austrijski singl -{ 1. „You Are Not Alone“ - 5:48 2. „You Are Not Alone (Radio Edit)“ - 4:54 3. „You Are Not Alone (Franctified Club Mix)“ - 10:40 4. „You Are Not Alone (Classic Club Mix)“ - 7:40 5. „You Are Not Alone (Jon B. Main Mix)“ - 6:55 6. „You Are Not Alone (Jon B. Padapella Mix)“ - 6:55 7. „MJ Medley“ - 4:59}- -{ Visionary: The Video Singles - CD: 1. „You Are Not Alone (Radio Edit)“ - 4:34 2. „You Are Not Alone (Classic Club Mix)“ - 7:36 - DVD: 1. „You Are Not Alone (Music Video)“ - 5:37}- |

## Osoblje
- Izvršni producent, producent, vokali: Majkl Džekson
- Masterovanje: Beni Grundmen
- Producent, tekstopisac, kompozitor: R. Keli
- Miksovanje: Brus Svedijen

## Literatura
- Pinkerton, Lee (1997). The Many Faces of Michael Jackson. Music Sales Distribution. ISBN 978-0-7119-6783-0.
- Grant, Adrian (1998). Michael Jackson : Making History. Omnibus Press. ISBN 978-0-7119-6723-6.
- Brown, Jake (2004). Your Body's Calling Me. Amber Books Publishing. ISBN 978-0-9727519-5-7.
- Campbell, Lisa (1995). Michael Jackson: The King of Pops Darkest Hour. Branden. ISBN 978-0-8283-2003-0.
- George, Nelson (2004). "Michael Jackson: The Ultimate Collection". Sony BMG.}-.
- Taraborrelli, J. Randy (2004). The Magic and the Madness. Terra Alta, WV: Headline. ISBN 978-0-330-42005-1.

| Мајкл Џексон | Википројекат Мајкл ЏексонДео искључиво посвећен чланцима о Мајклу Џексону. |